# Kacper Drozdowski
Kacper Drozdowski (ur. 14 maja 1996 w Toruniu) – polski szachista, mistrz międzynarodowy od 2013 roku.

## Kariera szachowa
Zasady gry w szachy poznał w wieku 5 lat. Pierwszy sukces odniósł w 2003 r. w Rybniku, zdobywając tytuł mistrza Polski przedszkolaków. W kolejnych latach wielokrotnie startował w finałach mistrzostw Polski juniorów w różnych kategoriach wiekowych, zdobywając pięć medali: trzy złote (Kołobrzeg 2006 – MP do 10 lat, Sękocin Stary 2010 – MP do 14 lat, Murzasichle 2011 – MP do 16 lat), srebrny (Solina 2012 – MP do 18 lat) oraz brązowy (Sielpia Wielka 2009 – MP do 14 lat).
Medale zdobywał również w rozgrywkach z przyspieszonym tempem gry, jest czterokrotnym mistrzem Polski w szachach szybkich (Lublin 2008 – do 12 lat, tempo: 15 i 30 minut, Warszawa 2011 – do 16 lat, Wrocław 2014 – do 18 lat), dwukrotnym mistrzem Polski w szachach błyskawicznych (Olsztyn 2013 – do 18 lat,  Wrocław 2014 – do 18 lat), dwukrotnym wicemistrzem Polski w szachach szybkich (Koszalin 2005–10 lat, Olsztyn 2013–18 lat), trzykrotnym wicemistrzem Polski w szachach błyskawicznych (Lublin 2008 – do 12 lat, Koszalin 2009 – do 14 lat, Warszawa 2012 – do 18 lat), trzykrotnym brązowym medalistą MP w szachach szybkich (Koszalin 2004 – do 8 lat, Koszalin 2009 – do 14 lat, Warszawa 2012 – do 18 lat) oraz brązowym medalistą MP w szachach błyskawicznych (Warszawa 2010 – do 18 lat).
W 2010 r. zdobył w Ustroniu brązowy medal drużynowych mistrzostw Polski juniorów (w barwach klubu JKSz MCKiS Jaworzno).
W 2006 r. reprezentował Polskę w rozegranych w Batumi mistrzostwach świata juniorów do 10 lat, zajmując IX miejsce. W 2007 r. zdobył w Hengelo tytuł międzynarodowego mistrza Holandii.  W 2011 r. zajął VIII miejsce w mistrzostwach Europy juniorów do lat 16, które odbyły się w Albenie. W 2012 r. zdobył w Pardubicach złoty medal drużynowych mistrzostw Europy do 18 lat. W tym samym roku osiągnął największy sukces w swojej karierze, zdobywając w Pradze złoty medal mistrzostw Europy juniorów do lat 16. Również w 2012 r. odniósł kolejny sukces, zajmując VII m. w mistrzostwach świata juniorów do 18 lat w Mariborze. W 2013 r. zadebiutował w finale indywidualnych mistrzostw Polski, zajmując w Chorzowie 18. miejsce, jak również podzielił III m. (za Kiriłłem Stupakiem i Kamilem Dragunem, wspólnie z Danielem Semcesenem) w V Międzynarodowym Arcymistrzowskim Turnieju Szachowym im. Unii Lubelskiej w Lublinie. W tym samym roku zdobył drugi w karierze tytuł drużynowego mistrza Europy juniorów do 18 lat, podzielił również I m. (wspólnie z m.in. Stanisławem Nowikowem, Ralfem Akessonem i Aleksiejem Kimem) w Wiedniu. W 2014 r. podzielił I m. w cyklicznym turnieju First Saturday (edycja FS02 GM) w Budapeszcie oraz zdobył w Jassach srebrny medal drużynowych mistrzostw Europy juniorów do 18 lat.
Trenerem Kacpra Drozdowskiego jest Marek Matlak. Przedtem pracowali z Kacprem: Siergiej Szyłow (2004–2005), Zbigniew Szymczak (2005–2008) oraz Ołeksandr Kaczur (2008–2010). W 2006 r. wszedł Kacper po raz pierwszy w skład Kadry Narodowej Juniorów. Powrócił do niej w 2010 r. Aktualnie jest zawodnikiem UKS "Rotmistrz" Grudziądz. Wcześniej grał w barwach UKS "OPP" Toruń (2002–2004), KS "Apator" Toruń (2004–2006) i PKS "Wiatrak" Bydgoszcz (2007–2011).
W latach 2011–2014 Kacper był uczniem klasy "uniwersyteckiej" o profilu matematyczno-fizyczno-informatycznym w IV Liceum Ogólnokształcącym w Toruniu. W sierpniu 2014 r. jako stypendysta programu szachowego rozpoczął studia na University of Texas at Dallas.
Najwyższy ranking w karierze osiągnął 1 stycznia 2017 r., z wynikiem 2511 punktów.